# توزیع تی مربع هاتلینگ
توزیع تی مربع هاتلینگ در نظریه احتمال و آمار یکی از توزیع‌های پیوسته است. این توزیع عمومی‌سازی توزیع تی استیودنت است.
این توزیع به صورت زیر تعریف می‌شود:
{\displaystyle t^{2}=n({\mathbf {x} }-{\mathbf {\mu } })'{\mathbf {W} }^{-1}({\mathbf {x} }-{\mathbf {\mu } })}
که n i تعداد نقاط {\displaystyle {\mathbf {x} }} یک ستون از {\displaystyle p} و {\displaystyle {\mathbf {W} }} یک {\displaystyle p\times p} ماتریس کوواریانس نمونه است.